# N.E.R.D
Pour l’article homonyme, voir Nerd (homonymie).
N.E.R.D., stylisé en N*E*R*D — pour No-one Ever Really Dies — est un groupe de hip-hop américain. Le duo initial Pharrell Williams et Chad Hugo est signé par Teddy Riley chez Virgin Records, sous le nom de The Neptunes. Après avoir produit de nombreux artistes à la fin des années 1990 et au début des années 2000, le duo devient trio et forme en 1999, avec Shay Haley, un autre projet musical en parallèle de The Neptunes : N*E*R*D. 
Le premier album du groupe, In Search of..., s'écoule à 603 000 exemplaires aux États-Unis et est certifié disque d'or par la Recording Industry Association of America (RIAA). Le deuxième album du groupe, Fly or Die, écoulé à 412 000 exemplaires aux États-Unis, est également certifié disque d'or,.
En 2005, N*E*R*D met un terme à son contrat avec Virgin et se sépare. Trois ans plus tard, le groupe se réunit sous Star Trak Entertainment du label Interscope Records, établi par Williams et Hugo. Le troisième album du groupe, Seeing Sounds, publié en 2008, à peine écoulé à 80 000 exemplaires à sa première semaine de publication. L'album est suivi par Nothing, publié en 2010.

## Biographie

### Formation et débuts
Pharrell Williams et Chad Hugo se rencontrent à l'âge de 12 ans dans un camp d'été de Virginia Beach, en Virginie. Ils passent leur temps à composer des musiques et faire des petites performances sur scène notamment avec Timbaland,. Pharrell et Chad rencontrent ensuite Shay Haley au collège et commencent à se produire ensemble. Ils se retrouvent dans le garage de Chad Hugo pour enregistrer quelques titres. En 1992, le musicien producteur Teddy Riley repère et signe Pharrell et Chad sur son label. Après avoir produit pour de nombreux artistes sous le nom des Neptunes durant les années 1990 et 2000, ils sortent le premier album de N.E.R.D, In Search of..., en 2001.

### In Search of...(2001–2002)
Leur premier album In Search of... est publié en Europe en septembre 2001. Pharrell Williams et Chad Hugo y utilisent les techniques de productions numériques qui les ont rendus célèbres dans leurs productions pour d'autres artistes. L'album débute à la 61e place du Billboard 200, et stagne à la 56e place. Il s'écoule à 603 000 exemplaires aux États-Unis, et est certifié disque d'or par la RIAA. Le premier single, Lapdance, se classe 36e au Hot Rap Tracks, et 85e au classement Hot R&B/Hip-Hop Songs,. Rock Star, le deuxième single, se place quant à lui 36e au Hot Modern Rock Tracks. Une version remasterisée en 6.1 de l'album est commercialisée en DVD par DTS Entertainment en 2005.

### Fly or Die(2003–2004)

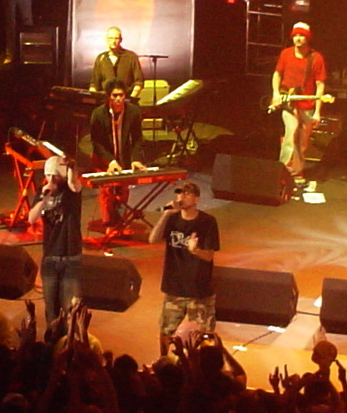
N.E.R.D en concert au Royaume-Uni, en avril 2003.

Le groupe commence l'enregistrement de son deuxième album en 2003. Pharrell et Chad apprennent à jouer de vrais instruments sur scène grâce au groupe de rock Spymob en 2002. Dans une interview donnée à MTV News en décembre 2003, Chad Hugo déclare qu'avant cela, ni lui ni Pharrell ne savaient vraiment jouer d'un instrument et qu'ils ont ainsi appris auprès de Spymob à jouer de la guitare et de la batterie. Fly or Die est publié en mars 2004, et débute à la sixième du Billboard 200. Il se vend à 119 000 exemplaires aux États-Unis dès la première semaine, avant d'atteindre les 412 000 d'exemplaires vendues sur le marché américain. Certifié disque d'or,, il se classe dans le Top 5 au Royaume-Uni, dans le Top 20 en Norvège, Irlande et au Danemark et dans le Top 40 en Australie et aux Pays-Bas.

### Séparation (2005–2009)

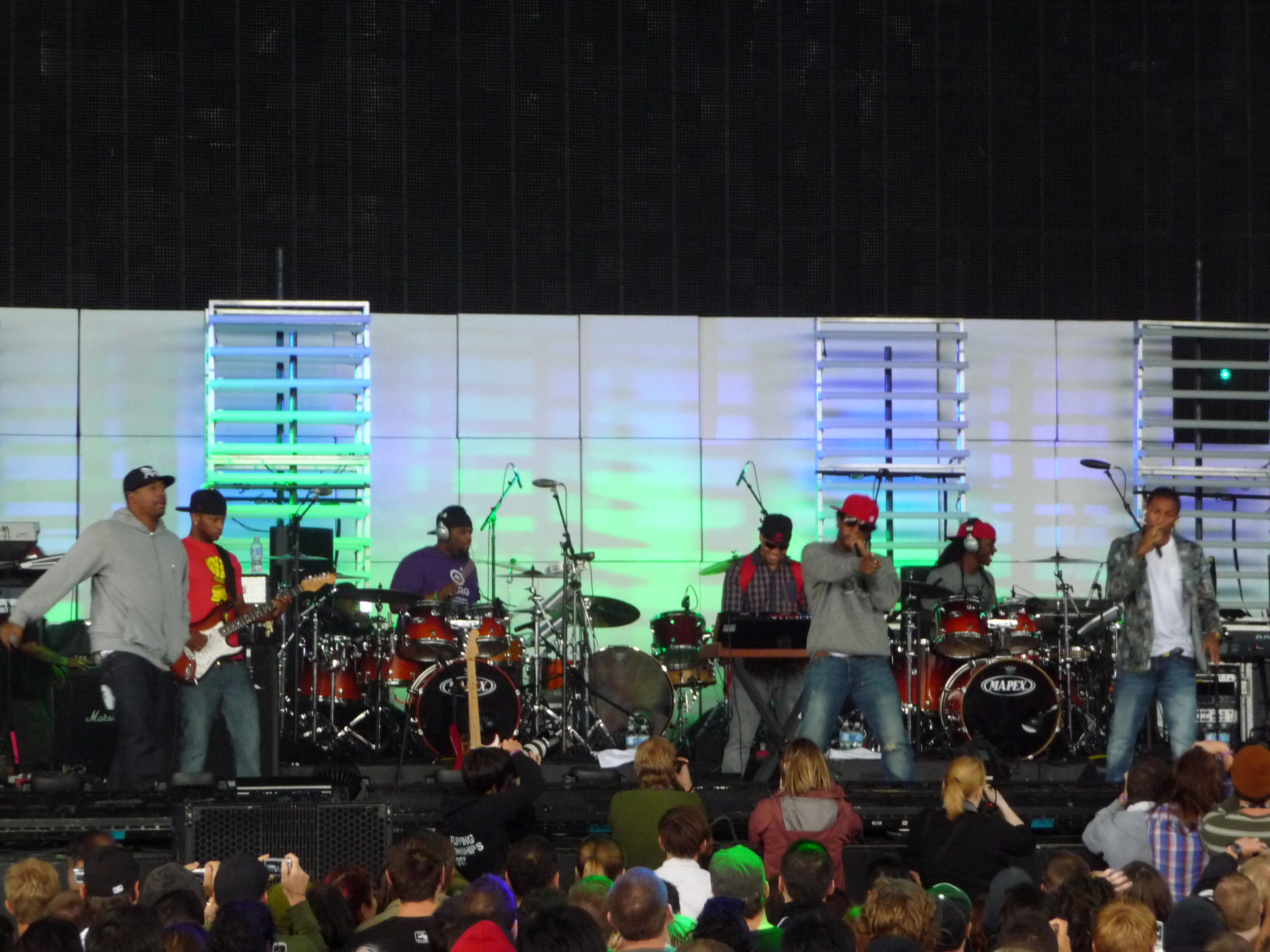
N.E.R.D, au Virgin Festival en Ontario, au Canada, en 2009.

En 2005, N.E.R.D. met un terme à son contrat avec Virgin Records, et se sépare. En tournée, le groupe, « emporté » par l'ambiance de leurs fans, s'inspirent pour un troisième album qu'ils financeront. Williams et Hugo fonde par la suite Star Trak Entertainment, un label d'Interscope Records. En mars 2008, le groupe participe au South by Southwest d'Austin, Texas. Entre avril et juin 2008, le groupe tourne avec Kanye West, Rihanna et Lupe Fiasco à la tournée Glow in the Dark. Le 13 juin la même année, ils participent à un festival sur l'Île de Wight. Le 25 juin, ils jouent devant 40 000 personnes à l'Isle of MTV 2008.
N.E.R.D publie son troisième album, Seeing Sounds en juin 2008. Une chanson intitulée Soldier  en featuring avec Santigold et Lil Wayne devient la bande-originale de la série télévisée 90210. Le groupe se réunit plus tard avec le groupe de rock, Linkin Park à leur tournée Projekt Revolution aux côtés de HIM, The Used et Jay-Z. Le groupe joue également au National Bowl, Milton Keynes avant l'enregistrement de Road to Revolution par Linkin Park.

### Nothing(2010-2017)
En 2010, N.E.R.D annonce la publication d'un quatrième album, Nothing, programmé pour le 7 septembre 2010, mais plus tard repoussé au 2 novembre 2010. Le premier single de l'album, Hot-n-Fun en featuring avec la chanteuse canadienne Nelly Furtado, est publié le 18 mai 2010 sur iTunes. Il est publié au Royaume-Uni le 30 août 2010 .
Le 20 août 2010, une chanson intitulée Party People est diffusée sur Internet. Elle semblerait, selon les rumeurs, être le second single de l'album. Le 28 septembre 2010, ils publient le troisième single Hypnotize U au Late Show with David Letterman, produit par le duo Daft Punk. Le 30 septembre 2010, dans une entrevue avec Mark Hoppus sur A Different Spin with Mark Hoppus, Pharrell explique que la couverture de l'album est « un mélange de beaucoup de choses. Les plumes représentant la paix, et le casque représente la guerre. C'est comme si on y était. Il y a beaucoup de guerre, que quasiment personne ne peut expliquer. L'économie craint, les filles sont toujours jolies. On a cherché à faire de la musique à ce sujet. Comme ça, les gens peuvent comparer le passé d'il y a 20 ans à aujourd'hui, et se dire 'c'est ce qu'il se passe'. » Ils annoncent ensuite les deux singles I've Seen the Light et Hypnotize U. Pharrell décrit Hypnotize U comme « tellement différent du reste de l'album ».
Le 17 octobre 2010, les éditions standard et deluxe de l'album sont mises en précommande sur iTunes. Ils annoncent ensuite jouer en soutien à Gorillaz à leur tournée mondiale Escape to Plastic Beach.
En 2013, Pharrell confirme qu'un nouvel album des N.E.R.D est en cours mais que chacun à des projets plus importants. Le groupe se réunit en décembre 2014 pour trois titres présents sur la bande originale de Bob l'éponge, le film : Un héros sort de l'eau sorti en 2015.

### No one Ever Really Dies(depuis 2017)
Le groupe revient avec un nouvel album en novembre 2017 en publiant les singles Lemon avec Rihanna et 1000 avec Future, extrait du nouvel album NO_ONE EVER REALLY DIES qui est sorti en décembre 2017 chez Columbia Records une division de Sony Music. Dans cet album, le groupe invite les artistes : Rihanna, Future, Gucci Mane, Wale, Kendrick Lamar, M.I.A. mais aussi André 3000 (Outkast) et Ed Sheeran.
Pharrell Williams en est le producteur exécutif
Cet album retrouve le côté rap rock mélangeant à la fois guitare électrique et batterie, mais également en grande partie hip-hop alternatif, pop et trap

## Style musical
Le style musical du groupe contient des éléments de rock, funk et de rap, ainsi que quelques éléments de RnB et de pop,. Il est félicité pour son usage général de la musique électronique, et de rythme bass et funk,,, tandis que d'autres expliquent que The Neptunes sont incapables de mêler RnB et rock.

## Discographie

### Singles
- 2001 : Lapdance (featuring Lee Harvey & Vita)
- 2002 : Rock Star
- 2002 : Provider
- 2004 : She Wants to Move
- 2004 : Maybe
- 2008 : Everyone Nose (All the Girls Standing in the Line for the Bathroom)
- 2008 : Spaz
- 2009 : Sooner or Later
- 2010 : Hot-n-Fun (featuring Nelly Furtado)
- 2010 : I've Seen the Light
- 2010 : Hypnotize U (produit par Daft Punk)
- 2017 : Lemon (featuring Rihanna)
- 2017 : 1000 (featuring Future)